# Perdita leucophylli
Perdita leucophylli är en biart som beskrevs av Timberlake 1964. Perdita leucophylli ingår i släktet Perdita och familjen grävbin. Inga underarter finns listade i Catalogue of Life.